# Нусплинген
Нусплинген (нем. Nusplingen) — община в Германии, в земле Баден-Вюртемберг. 
Подчиняется административному округу Тюбинген. Входит в состав района Цоллернальб.  Население составляет 1810 человек (на 31 декабря 2010 года). Занимает площадь 20,75 км².